# Expedición Robinson
La versión colombiana de Expedición Robinson comenzó en 2001, en el canal Caracol Televisión. El programa tuvo dos temporadas convirtiéndose en un gran éxito. Su presentadora fue Margarita Rosa de Francisco la cual posteriormente comenzó a animar el reality Desafío.

## Expedición Robinson(2001)
La primera edición llegó a Caracol Televisión en 2001. Esta edición estuvo presentada por Margarita Rosa de Francisco. El ganador recibió 200 000 000 de pesos colombianos. Eran los propios compañeros los que con sus votos elegían al expulsado cada semana.

### Participantes
|               |                         | Residencia   | Edad    | Equipo Original | Equipo Fusionado | Fusión | Información    | Estadía |
| ------------- | ----------------------- | ------------ | ------- | --------------- | ---------------- | ------ | -------------- | ------- |
| Participantes | Rolando Patarroyo       | Bogotá       | 25 años | Atcha           | Atcha            | Korgi  | Ganador        | 39 días |
| Participantes | Marlon Restrepo         | Medellín     | 25 años | Ukup            | Ukup             | Korgi  | 2.º lugar      | 39 días |
| Participantes | Luisa Fernanda Bejarano | Buga         | 18 años | Ukup            | Ukup             | Korgi  | 3.er lugar     | 38 días |
| Participantes | Anny Cadena             | Bucaramanga  | 33 años | Ukup            | Ukup             | Korgi  | 13.ª eliminada | 37 días |
| Participantes | Rafael Barrera          | Barranquilla | 43 años | Ukup            | Atcha            | Korgi  | 12.º eliminado | 36 días |
| Participantes | Lorena Zuleta           | Tuluá        | 19 años | Atcha           | Atcha            | Korgi  | 11.ª eliminada | 33 días |
| Participantes | Mauricio Arango         | Medellín     | 61 años | Ukup            | Ukup             | Korgi  | 10.º eliminado | 30 días |
| Participantes | Pedro Luis Falla        | Neiva        | 25 años | Atcha           | Atcha            | Korgi  | 9.º eliminado  | 27 días |
| Participantes | Ramón Trujillo          | Santa Marta  | 28 años | Ukup            | Ukup             | Korgi  | 8.º eliminado  | 24 días |
| Participantes | Luis Miguel Cote        | Manizales    | 33 años | Atcha           | Ukup             | Korgi  | 7.º eliminado  | 21 días |
| Participantes | Mónica Londoño          | Medellín     | 23 años | Ukup            | Ukup             |        | 6.ª eliminada  | 18 días |
| Participantes | Catalina Jaimes         | Medellín     | 21 años | Atcha           |                  |        | 5.ª eliminada  | 15 días |
| Participantes | Rosina Buitrago         | Bogotá       | 62 años | Atcha           |                  |        | 4.ª eliminada  | 12 días |
| Participantes | Selene Barón            | Bogotá       | 41 años | Ukup            |                  |        | 3.ª eliminada  | 9 días  |
| Participantes | Jorge "Goyo" Lozano     | Bogotá       | 32 años | Atcha           |                  |        | 2.º eliminado  | 6 días  |
| Participantes | Ledys Patricia García   | Barranquilla | 34 años | Atcha           |                  |        | 1.ª eliminada  | 3 días  |

## Expedición Robinson: El desafío(2002)
La segunda edición llegó a Caracol Televisión después del éxito de la primera temporada. Esta edición estuvo presentada por Margarita Rosa de Francisco. El ganador recibió 225.000.000 de pesos colombianos. Eran los propios compañeros los que con sus votos elegían al expulsado cada semana.

### Participantes
|               |                        | Residencia   | Edad    | Equipo Original | Equipo Fusionado | Fusión | Información     | Estadía |
| ------------- | ---------------------- | ------------ | ------- | --------------- | ---------------- | ------ | --------------- | ------- |
| Participantes | Cristóbal Echavarría   | Medellín     | 27 años | Mucaro          | Mucaro           | Yabisi | Ganador         | 39 días |
| Participantes | Camila Puerta          | Medellín     | 20 años | Mucaro          | Mucaro           | Yabisi | 2.º lugar       | 39 días |
| Participantes | Moises Ramirez         | Cúcuta       | 19 años | Mucaro          | Kahaya           | Yabisi | 14.º eliminado  | 38 días |
| Participantes | Danilo García          | Bogotá       | 32 años | Mucaro          | Kahaya           | Yabisi | 13.er eliminado | 37 días |
| Participantes | Jimena Urueña          | Bogotá       | 21 años | Kahaya          | Kahaya           | Yabisi | 12.ª eliminada  | 36 días |
| Participantes | Maria Carolina Lizcano | Bogotá       | 26 años | Mucaro          | Kahaya           | Yabisi | 11.ª eliminada  | 33 días |
| Participantes | Juan Gabriel León      | Cali         | 19 años | Kahaya          | Mucaro           | Yabisi | 10.º eliminado  | 30 días |
| Participantes | Diana Marcela Restrepo | Pensilvania  | 20 años | Kahaya          | Mucaro           | Yabisi | 9.ª eliminada   | 27 días |
| Participantes | Iván Darío Correa      | Medellín     | 37 años | Kahaya          | Mucaro           | Yabisi | 8.º eliminado   | 24 días |
| Participantes | Ronald René Robles     | Santa Marta  | 23 años | Kahaya          | Kahaya           | Yabisi | 7.º eliminado   | 21 días |
| Participantes | Juliana Pozzo          | Bucaramanga  | 26 años | Kahaya          | Mucaro           |        | 6.ª eliminada   | 18 días |
| Participantes | Jean Pierre Mandonnet  | Barranquilla | 37 años | Mucaro          | Mucaro           |        | 5.º eliminado   | 15 días |
| Participantes | Diana Márquez          | Cali         | 20 años | Mucaro          | Kahaya           |        | 4.ª eliminada   | 12 días |
| Participantes | Reyna Escobar          | Manizales    | 51 años | Mucaro          |                  |        | 3.ª eliminada   | 9 días  |
| Participantes | César Augusto Cruz     | Bogotá       | 42 años | Kahaya          |                  |        | 2.º eliminado   | 6 días  |
| Participantes | Pilar Meira            | Cartagena    | 34 años | Kahaya          |                  |        | 1.ª eliminada   | 3 días  |